# Vallecillo (Nuevo León)
Vallecillo es una localidad del estado mexicano de Nuevo León. Es cabecera del Vallecillo.

## Demografía
| Censo | Población |
| ----- | --------- |
| 1900  | 682       |
| 1910  | 707       |
| 1921  | 497       |
| 1930  | 467       |
| 1940  | 461       |
| 1950  | 273       |
| 1960  | 195       |
| 1970  | 285       |
| 1980  | 298       |
| 1990  | 403       |
| 1995  | 489       |
| 2000  | 561       |
| 2005  | 562       |
| 2010  | 622       |
| 2020  | 549       |